# Fullestads kyrka
Fullestads kyrka är en kyrkobyggnad som ligger norr om Säveån vid kanten av en skogig bergsrygg väster om Vårgårda. Den tillhör Lena församling i Skara stift.

## Kyrkobyggnaden
Den första stenkyrkan i Fullestad uppfördes på senare delen av medeltiden i gråsten. Få detaljer är kända om kyrkan före 1700-talet.
Kyrkan består numera av ett rektangulärt långhus med ett rakt avslutat kor i öster. Framför huvudingången i sydväst finns ett vapenhus av trä. Utvändigt är kyrkan 17 meter lång och 11 meter bred. Väggarna är cirka 1,5 meter tjocka. Numera finns det två rundbågade fönster åt söder, två åt norr samt ett åt väster (bakom orgeln). Från början fanns det bara två mindre fönster åt söder. Kyrkdörren i söder, var förr avsmalnande upptill. 

### Kyrkobrand
Kyrkan förstördes av brand 1692 och det var inte första gången. Prosten Warholm berättar att: "Fullestads kyrka en gång i förra krigstiden sattes i brand av en dansk soldat, hans regementschef tyckte att detta var ett skammligt tilltag, och straxt derpå blifvit, upphängd i Lagmansholms port". Redan i april 1693 inleddes reparationen efter branden. Församlingsborna bidrog med gåvor och eget arbete förutom kyrkoskatten på 4 öre. De fattiga som inte kunde betala fick göra dagsverken. Fru Beata Bonde på Lagmansholm skänkte 25 daler silvermynt. Fullestads församling fick kollektmedel från stiftet, 37 daler silvermynt. År 1697 blev vapenhuset av ek färdigt och 1700 togs kyrkan åter i bruk.

### Dekorationsmålningar

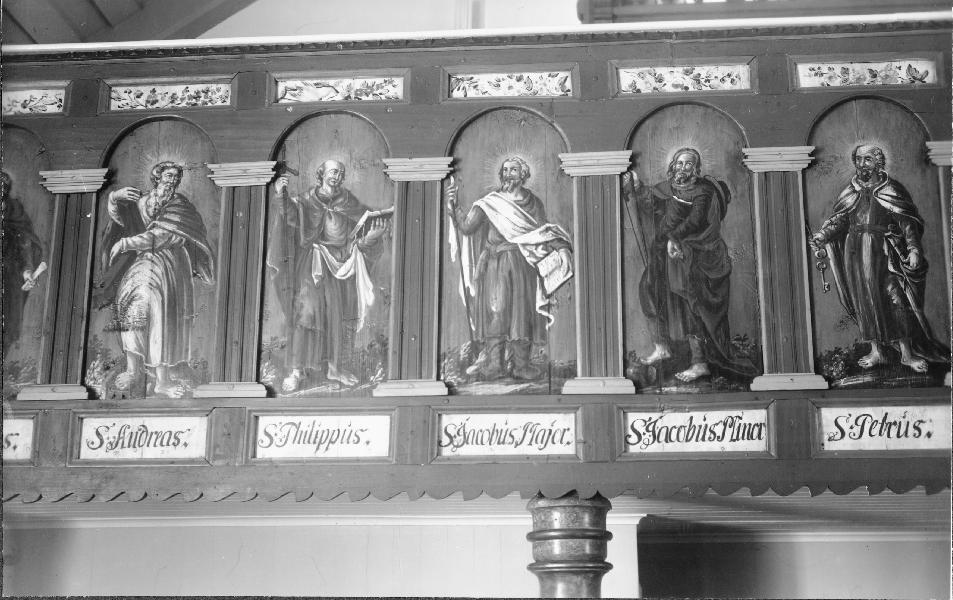
Läktarbröstningen bemålad av Ditlof Ross 1752.

Det dröjde ända till 1752 innan utsmyckningen av kyrkan var klar. Då anställdes mäster Ditlof Ross och hans gesäller från Borås för att måla altartavlan och väggarna. De arton vackra målningarna på läktarbröstningen finns ännu kvar. De föreställer den så kallade apostlaserien, som var så omtyckt under 1700-talet, med Kristus omgiven av lärjungar och evangelister.

### Förfallet under 1800-talet
Kyrkan skadades under en storm 1825 och kyrkoherde Nordahl skrev 1829, att inredningen är gammal och målningen på altaret och predikostol nästan avfallen. En ny pastoratkyrka planerades i Lena vid denna tid och Fullestads kyrka skulle rivas. Allt användbart skulle säljas för att få pengar till kyrkbygget i Lena. Församlingen fick annars "lösa" sin kyrka. I Fullestad ville man emellertid behålla kyrkan och den löstes med 100 daler silvermynt av kapten Bauer, som planerade att renovera kyrkan. Arbetet avstannade dock sedan taket lagts om och kyrkan stod mer eller mindre öde från 1837 och utrymmet under läktaren användes som sockenmagasin under de år som kyrkan inte användes som gudstjänstlokal. Kapten J. J. Bauer löste in klocka med stapel den 9 augusti 1868 och skänkte den till sockenmännen, tre år före sin död. 

### Restaureringen 1909-1913
"Fullestads ödekyrka tagen i bruk efter 67 år. En högtidlig invigning i söndags" skrev länstidningen i oktober 1913. "Den första högmässogudstjänsten förrättades av kyrkoherde J. A. Rylander, Lena. Skolbarnen i Fullestad sjöngo hymner under ledning av organisten J. A. Häger, Lena. Mycket folk bevistade den högtidliga akten i det åldriga templet. Kyrkan invigdes av biskop Hj Danell, Skara.
Det var något av ett mirakel att kyrkan blev räddad. På kyrkostämma den 15 oktober 1906, beslutades enhälligt att kyrkan skulle restaureras. I oktober anhöll man om att få ha gudstjänst i kyrkan. För ritningar svarade den nationalromantiske arkitekten Torben Grut, som eftersträvade ett ålderdomligt uttryck. Arbetet leddes av byggmästare O. Johansson och målarmästare B. M. Wallström. Grut skrev till Överintendentsämbetet, som skulle godkänna restaureringen, bland annat: "I det förslag som församlingen skaffat av en byggmästare till kyrkans restaurering, är upptagen en ny läktare. Jag fann den gamla läktaren, försedd med utmärkte, rustika målningar i rödt, grönt, brunt och grått med stående figurer och namn i fyllningarna, alldeles förträffliga, och har derför bibehållit densamma." Grut gav kyrkorummet en helgjuten inredning med drag av renässans och barock. Hela renoveringen kostade 7000 kronor, vilken delvis bekostades av en rikskollekt. Av den gamla inredningen är bevarat: Crusebjörns epitafium, läktaren med sina målningar och ett ornamentstycke från den gamla kyrkans altare, som nu kröner baldakinen över predikstolen.

### Renoveringen 1958-1959
En renovering genomfördes 1958-1959 varvid:
- Kyrkan målades och innertaket fick en blå färg.
- Altare, altarring, predikstol och bänkar målades.
- Elektrisk värme och belysning installerades och kaminen slopades.
- En dopfunt införskaffades.

Skärtorsdagen 1959 återinvigdes kyrkan.

### Gravkor
Makarna Crusebjörn har sitt vilorum under koret. Det berättas att: Crusebjörn, i dubbla ekkistor, var väl bibehållen. Under vänstra armen hade han den bibel, som vår kyrkoherde läste ur. Under koret vilar också baron Carl Hierta på Lagmansholm, död 1793, med sina två fruar Fredrika Johanna Rosenhane, död 1753 och Maria Charlotta von Plomgren, död 1793.

## Kyrkogården med stiglucka

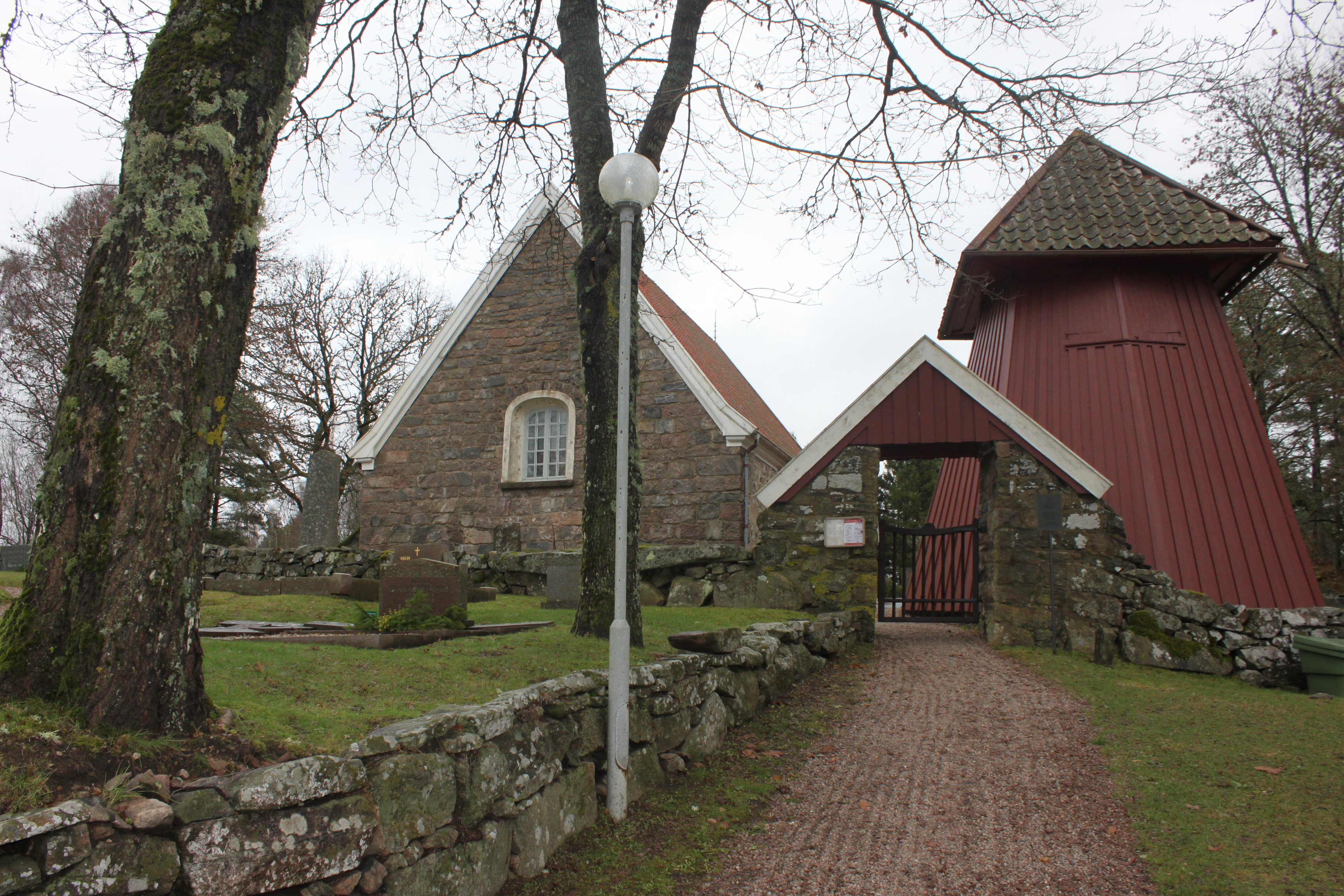
Exteriör med stigluckan.

Kyrkogården användes som begravningsplats, även under den tid då kyrkan användes som magasin och 1923 utvidgades den åt öster och väster. Den äldsta delen omges av en mur av gråsten och vid dess sydvästra sida finns en stiglucka av tuktad granit, som troligen uppfördes under 1600-talet eller 1700-talet. På kyrkans östra sida finns två familjegravar för släkten Bauer.

## Klockstapeln
Klockstapeln är uppförd 1699 av ektimmer. Först 1771 hade man fått ekonomisk möjlighet att förvärva den första klockan, vilken beställdes i Skara. När Lena kyrka byggdes flyttades Fullestads klocka till den nybyggda kyrkan. Men eftersom begravningar fortfarande ägde rum i Fullestad, och klockringning då skulle ske, skänkte kapten Bauer en ny klocka till församlingen. Den göts i Jönköping 1841. 
På klockan kan man läsa: 
När mitt ljud ditt öra rörer / Skynda dig till Herrans hus / Där man Herrans sanning hörer / Och uppbygges av dess ljus / Helgedagen fira så / Att du Herrans nåd kan få

## Inventarier
- Den äldsta kyrkoboken för räkenskaper skänktes 1672 av befallningsmannen på Lagmansholm herrgård, Lars Svensson Hodhell (där Birger jarl bodde på 1200-talet). Boken hade han inköpt i Stockholm och den återfinns nu på Landsarkivet i Göteborg.
- På sockenstämman i Fullestad i juni 1685 är antecknade en kalk av tenn och en av silver, skänkta av fru Beata Bonde, maka till baron Axel Rosenhane på Lagmansholm. Deras dotter Beata Rosenhane gifte sig med översten Johan Crusebjörn från Karstorp i Östergötland.
- På norra väggen i kyrkan hänger ätten Crusebjörns epitafium.

## Orgel
Orgeln installerades nyåret 1962 på läktaren i väster. Den är mekanisk och tillverkad av Grönlunds Orgelbyggeri med fem stämmor fördelade på manual och pedal.